# مجادله جنگ علیه اسلام
جنگ با اسلام اصطلاحی است برای توصیف تلاشی هماهنگ برای آسیب رساندن، تضعیف یا نابودی نظام اجتماعی اسلام، با استفاده از ابزارهای نظامی، اقتصادی، اجتماعی و فرهنگی یا تهاجم و مداخله در کشورهای اسلامی به بهانه جنگ با تروریسم و یا استفاده از رسانه ها برای ایجاد یک کلیشه منفی در مورد اسلام به کار می رود.  روایت معاصر «جنگ علیه اسلام»  دگرگونی‌های اجتماعی در مدرنیزاسیون و سکولاریزاسیون و مناسبات قدرت بین‌المللی  را پوشش می‌دهد. از نظر تاریخی جنگ‌های صلیبی اغلب به عنوان نقطه شروع  «جنگ علیه اسلام» روایت می‌شود.
این عبارت یا عبارات مشابه توسط اسلام‌گرایانی همچون سید قطب، ایت الله خمینی، انور العولقی، اسامه بن لادن، مبارز چچنی دوکو عمروف، روحانی انجم چودری، قاتل فورت هود نضال مالک حسن، القاعده و داعش  استفاده شده‌است.  
جاناتان شانزر استدلال کرده است که با آغاز برتری نظامی غرب در قرن هفدهم، بی‌تفاوتی تاریخی مسلمانان نسبت به غرب بتدریج به «نفرت نگران‌کننده» تبدیل شد. با پایان دوران استعمار غرب، بیشتر ناشی از  تجاوز نظامی نیست بلکه کلافگی از تهاجم فرهنگی صنعتی و اقتصادی غرب و آرزوی بازگشت به دوران طلایی اسلام است.

## استفاده از این عبارت و مفهوم
تاثیرگذارترین اسلام‌گرایانی که توطئه‌های بدخواهانه گسترده‌ای را ضد سیستم اجتماعی اسلام متهم کرده‌اند این‌ها هستند:

### سید قطب
سید ابراهیم حسین شاذلی قطب معروف به سید قطب با پیش زمینه ای از سازمان و ایدئولوژی اخوان‌المسلمین احتمالاً تأثیرگذارترین مؤلف اسلام گرا است، که اغلب به عنوان «مردی که ایده‌هایش القاعده را شکل می‌دهد» توصیف می‌شود، که همچنین موعظه می‌کرد که غرب نه تنها با اسلام مغایرت دارد بلکه ضد آن دسیسه می‌کند.
او در کتاب نشانه های راه  نوشت:
اندیشه غربی دشمن همه ادیان و به ویژه اسلام است. این دشمنی بویژه با اسلام خود را نشان می دهد و نتیجه یک نقشه اندیشیده شده است که هدف آن ابتدا لرزاندن پایه های اعتقادات اسلامی و سپس تخریب تدریجی ساختار جامعه اسلامی است.
اولیویه روآ نگرش قطب را «نفرت رادیکال» نسبت به غرب توصیف کرده و از تمایل مسلمانانی مانند قطب به انداختن مشکلات خود به گردن توطئه های بیرونی  بعنوان چیزی که اندیشه سیاسی مسلمانان را فلج می کند و باعث میشود نتوانند مشکلات خود را حل کنند یاد کرده است.

### آیت‌الله خمینی
سید روح‌الله خمینی، رهبر شیعه اسلام‌گرای انقلاب ۱۳۵۷ و بنیان‌گذار جمهوری اسلامی ایران، موعظه می‌کرد که غربِ امپریالیستی یا نئوامپریالیستی به دنبال این است که مسلمانان را رنج و عذاب بدهد، و منابع و ثروت‌هایشان را «چپاول» کند، و مجبور است ابتدا اسلام را تضعیف کند چون اسلام سد راه این دستبرد و فلاکت است. خمینی ادعا می‌کند که برخی از دسیسه‌های ادعایی غربی نوپدید نیستند بلکه صدها سال قدمت دارند. او میگوید:
[اروپایی ها] قدرت اسلام را خودشان می شناسند که زمانی بر بخشی از اروپا حکومت می کرد و می دانند که اسلام واقعی با فعالیت های آنها مخالف است. (...) لذا از همان ابتدا با تحقیر اسلام در صدد برآمدند که این مانع را از سر راه خود بردارند (...). به تبلیغات مخرب متوسل شدند (...). عوامل امپریالیسم در گوشه و کنار جهان اسلام مشغول هستند تا با تبلیغات شیطانی خود جوانان ما را از ما دور و اسلام را نابود کنند! مأموران - چه خارجی های فرستاده امپریالیزم و چه بومیان کارگزار آنها - در هر روستا و منطقه ایران پخش شده اند و فرزندان و جوانان ما را به بیراهه می کشانند.

### اسامه بن لادن
همان طور که افراد پیرو مکتب سَلَفی هم موافقت دارند، اسامه بن لادن، با اینکه یک فرد مذهبیِ تندرو، بی‌وطن، انتقام‌جو و خشونت‌گرا نسبت به غرب بوده است، نه تنها نماینده اسلام در جهان بلکه نماینده اسلام در کشور خودش نیز نبوده است و نخواهد بود، تقریباً در تمام پیام‌های مکتوب یا ضبط شده‌اش با سو استفاده از گرایش افراد به اسلام برای یارگیری از مسلمانان خام، پرمدعی و متعصب، بر اقدام به جنگ از طرف اسلام تأکید می‌کند و مسلمانان را ترغیب می‌کند که علیه غرب سلاح به دست گیرند. در حالی که او و پیام ستیزه با غرب او، هیچ ربطی به اسلام نداشته و نوعی سو استفاده از نادانی برخی از مسلمانان برای استفاده در راه تروریسم است. در واقع او باعث بد نام شدن اسلام در جهان شده است. او اسلام را با ترور و خشونت، مخلوط و معرفی می‌کند تا به اهداف قوم‌گرایانه خودش برسد. بن لادن در فتوای سال ۱۹۹۸ خود که «کشتن آمریکایی‌ها و متحدان آنها - چه نظامی و غیر نظامی» را یک وظیفه فردی برای هر مسلمانی که می‌تواند در هر کشوری که امکان انجام آن وجود دارد، می‌داند و سه دلیل برای این فتواهای بی‌ربطش به اسلام، برمی‌شمرد. اول: حضور نیروهای آمریکایی در عربستان سعودی، دوم: افزایش مرگ و میر نوزادان در عراق به دنبال تحریم‌های مورد حمایت آمریکا در آنجا، و سوم: کمک ایالات متحده به اسرائیل. هیچ یک از این سه دلیل ربطی به اسلام ندارند و نظریات نفاق انگیز و تروریست مآبانه خود بن لادن هستند. او از اسلام سو استفاده می‌کند تا مسلمانان متعصب و خرافاتی را به دام افکار سیاه خود علیه غرب بیندازد. چنان که خود او پرورش یافته و آموزش دیده غرب است که کینه توزانه بر علیه ارابابانش برخواسته است.

## اتهامات مربوط به جنگ غیر واقعی علیه اسلام

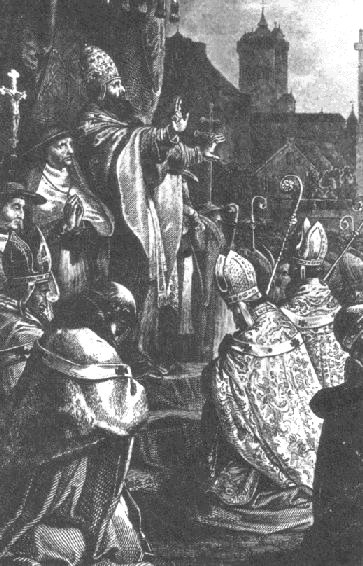
پاپ اوربان دوم در نخستین جنگ صلیبی واقع در شورای کلرمون موعظه می‌کند: «من، یا بهتر است بگوییم خداوند از طریق من، به عنوان مسیح شما را موعظه می‌کند. این کلام را در همه جا منتشر کنید و همه افراد را با هر درجه نظامی، پیاده‌نظام و شوالیه، فقیر و ثروتمند، برای کمک هر چه سریع‌تر به آن مسیحیان گرفتار شده و برای نابود کردن آن نژادهای پست از سرزمین‌های دوستان ما، فراخوانید. این را به خصوص به کسانی که در آنجا حضور دارند می‌گویم که آماده باشند، این به معنای آن است که علاوه بر دستور خداوند، من یعنی مسیح نیز به آن دستور می‌دهم.»

### سنت و تاریخ اسلامی
به گفته محقق «دیوید بی. کوک»، استاد مطالعات دینی در دانشگاه رایس، آنچه برخی معتقدند شواهدی از کتاب مقدس برای وجود ادعای «جنگ علیه اسلام» است، فقط در یک جا ذکر شده و استناد محکمی ندارد، آن هم نقل قولی است که ظاهراً جنگ علیه اسلام را پیشگویی می‌کند و به «سنت ثوبان» شهرت دارد.
رسول خدا صلی الله علیه و آله و سلم فرمودند: امتها از هر آفاق بر ضد شما [مسلمانان] هجوم خواهند آورد، همچنان که گرسنگان به سوی غذا هجوم می‌آورند. گفتیم: ای رسول خدا آیا در آن روز تعداد نفراتمان کم خواهد بود؟ فرمود: نه، شما بسیار خواهید بود، بلکه مانند حجمه‌ای از سیل بی‌وزن خواهید بود، زیرا ترس از دل دشمنان شما زدوده می‌شود و ضعف و «وهن» در قلب شما قرار می‌گیرد. گفتیم: یا رسول الله کلمه «وهن» به چه معناست؟ فرمود: علاقه به دنیا و ترس از مرگ.
کوک مدعی است که ایده جنگ غرب علیه نظام اجتماعی اسلام، اعتقادی است که «در قلب مسلمانان تندرو و متعصب و به‌ ویژه مسلمانان تندرو جهانی‌گرا، که به همه کس و همه جای جهان کار دارند» قرار دارد. عاملی که «حماقت مسلمانان تندرو و مداخله کننده در امور جهان را به هم پیوند می‌دهد تا به حرف یک نفر مدعی دروغگو به بهانه اسلام گوش کنند وگرنه خود اسلام همچنین فرمایشات متعرضانه‌ای ندارد.»
راجر سیوری مورخ، و جیمز کارول، رمان‌نویس و نویسنده اهل بوستون، از جمله حامیان غربی اعتقاد به نفرت ریشه‌دار غرب از اسلام – یا خصومت نسبت به اسلام – هستند. به گفته سیوری، مسیحیت از اسلام و لشگرکشی آن به اروپا احساس خطر می‌کرده است (خلافت اموی به عنوان نماینده مسلمانان، قبل از شکست در نبرد تور، در سال ۷۳۲ میلادی به اروپا یورش برد و تا شمال فرانسه پیشروی کرد؛ امپراتوری عثمانی نیز به عنوان نماینده مسلمانان، دو بار تلاش کرد وین را فتح کند و حتی این شهر را محاصره کرد. حمله به شهر وین در سال‌های ۱۵۲۹ میلادی و ۱۶۸۳ میلادی نشان دهنده تجاوزات پادشاهان اقوام مختلف تحت لوای نام اسلام به سرزمین‌های دیگر بوده است). بنابراین اقدامات سلطه طلبانه پادشاهان وقت، به پای اسلام نوشته شد و مسیحیت را با اسلام به دشمنی وادار کردند، در صورتی که هر دوی آن‌ها از ادیان الهی بوده و روشی برای در صلح زیستن را معرفی می‌کرده‌اند و در تطابق و در تکامل با هم بوده‌اند.